# Convenção Batista Nigeriana
A Convenção Batista Nigeriana (em inglês:  Nigerian Baptist Convention) é uma associação cristã evangélica de Igrejas batistas em Nigéria. Ela é afiliada à Aliança Batista Mundial. A sede está localizada em Ibadan.

## Historia
A Convenção tem suas origens em uma missão americana da Junta de Missão Internacional em 1850.  Foi oficialmente fundada em 1914.  De acordo com um censo da associação, em 2023 ela disse que tinha 14,523 igrejas e 8,925,000 membros. 

## Escolas

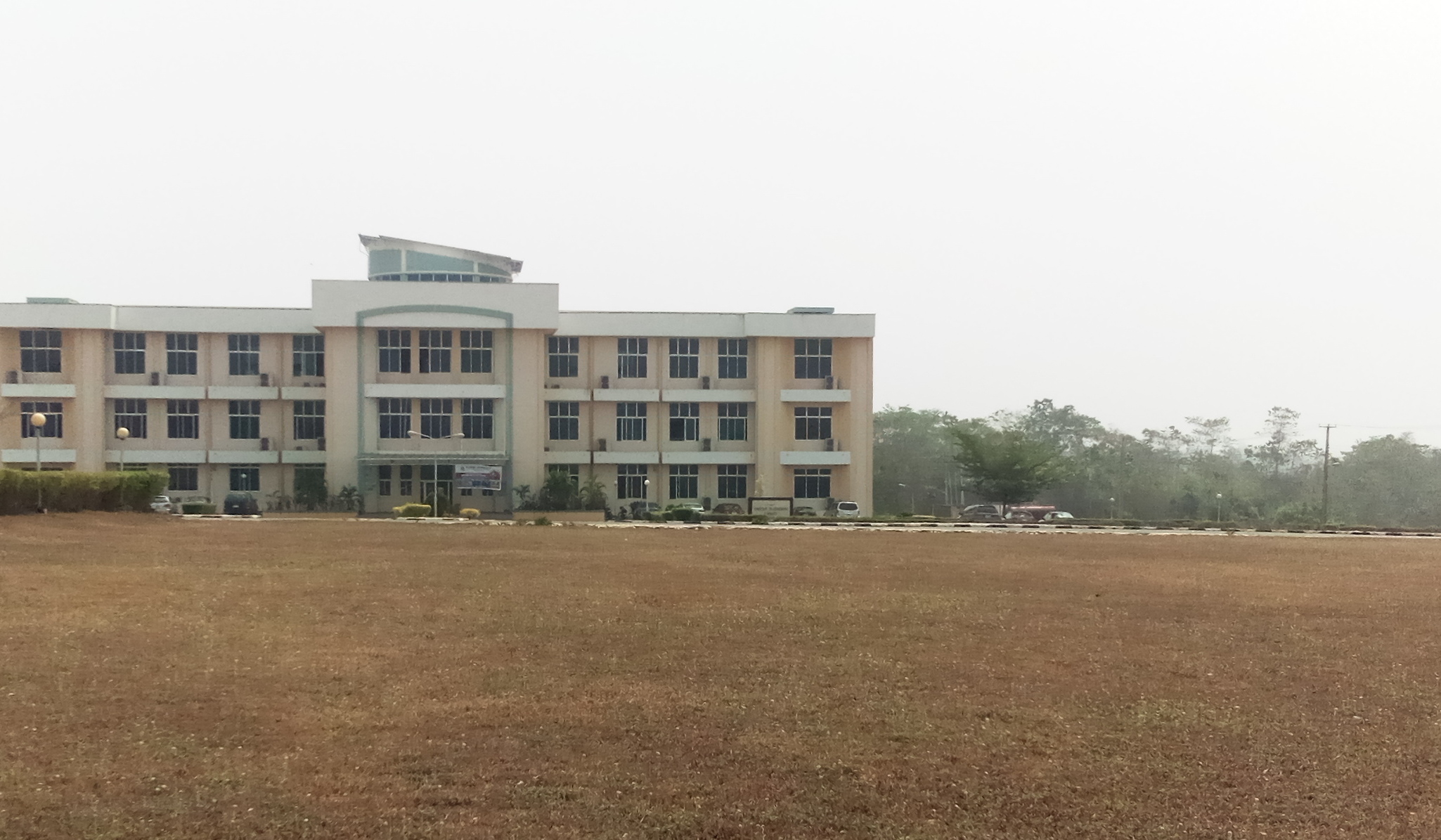
Biblioteca Timothy Olagbenro, Universidade Bowen em Iuó.

A Convenção tem 15 escolas primárias e secundárias afiliadas, reunidas no Directorate of Baptist Mission Schools. 
Ela também fundou a Universidade Bowen em Iwo em 2001. 
A convenção conta com 9 escolas bíblicas afiliadas, incluindo o Nigerian Baptist Theological Seminary fundado em 1898 em Ogbomoso. 